# Idiodes
Idiodes är ett släkte av fjärilar. Idiodes ingår i familjen mätare.

## Bildgalleri

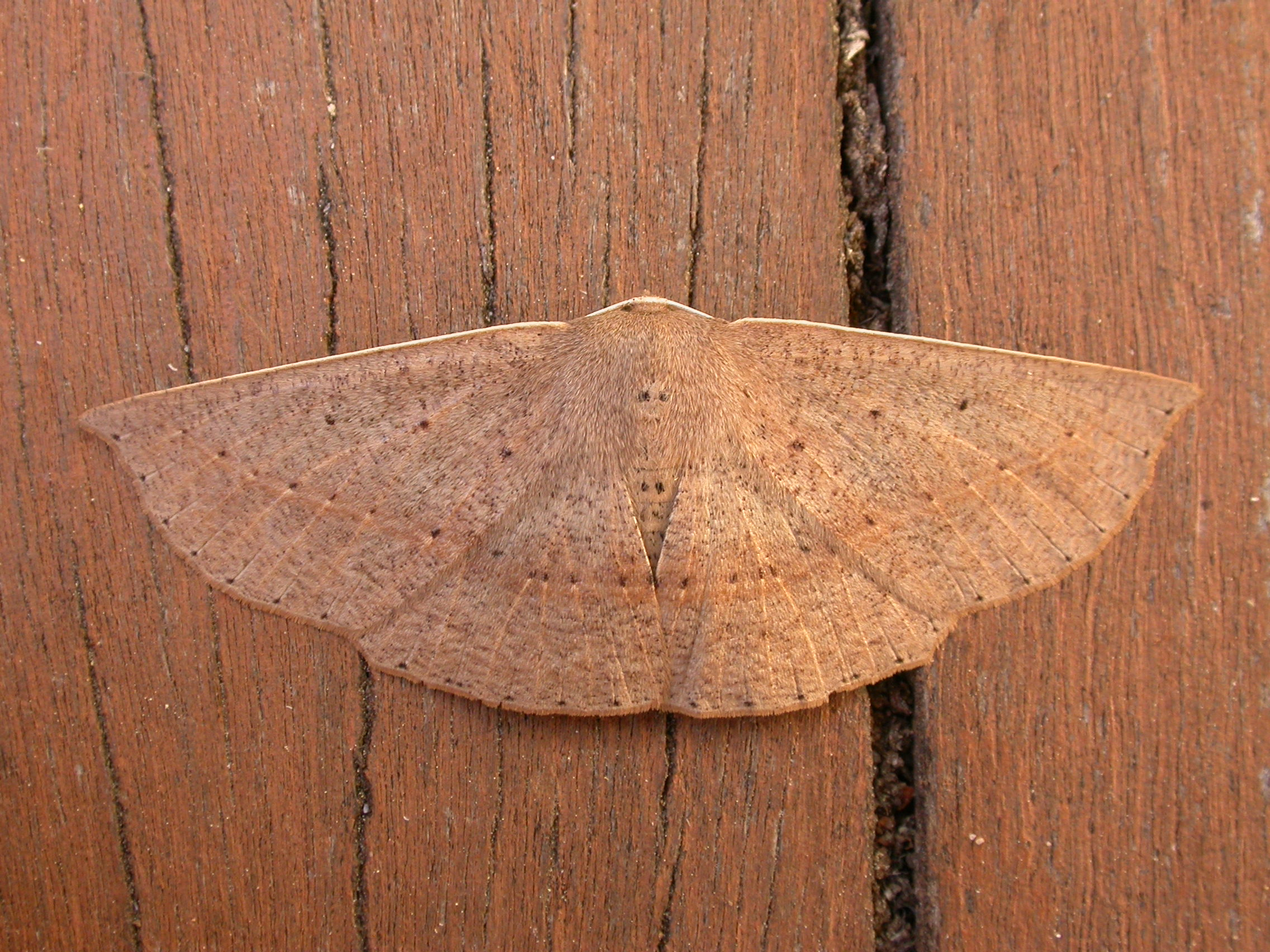
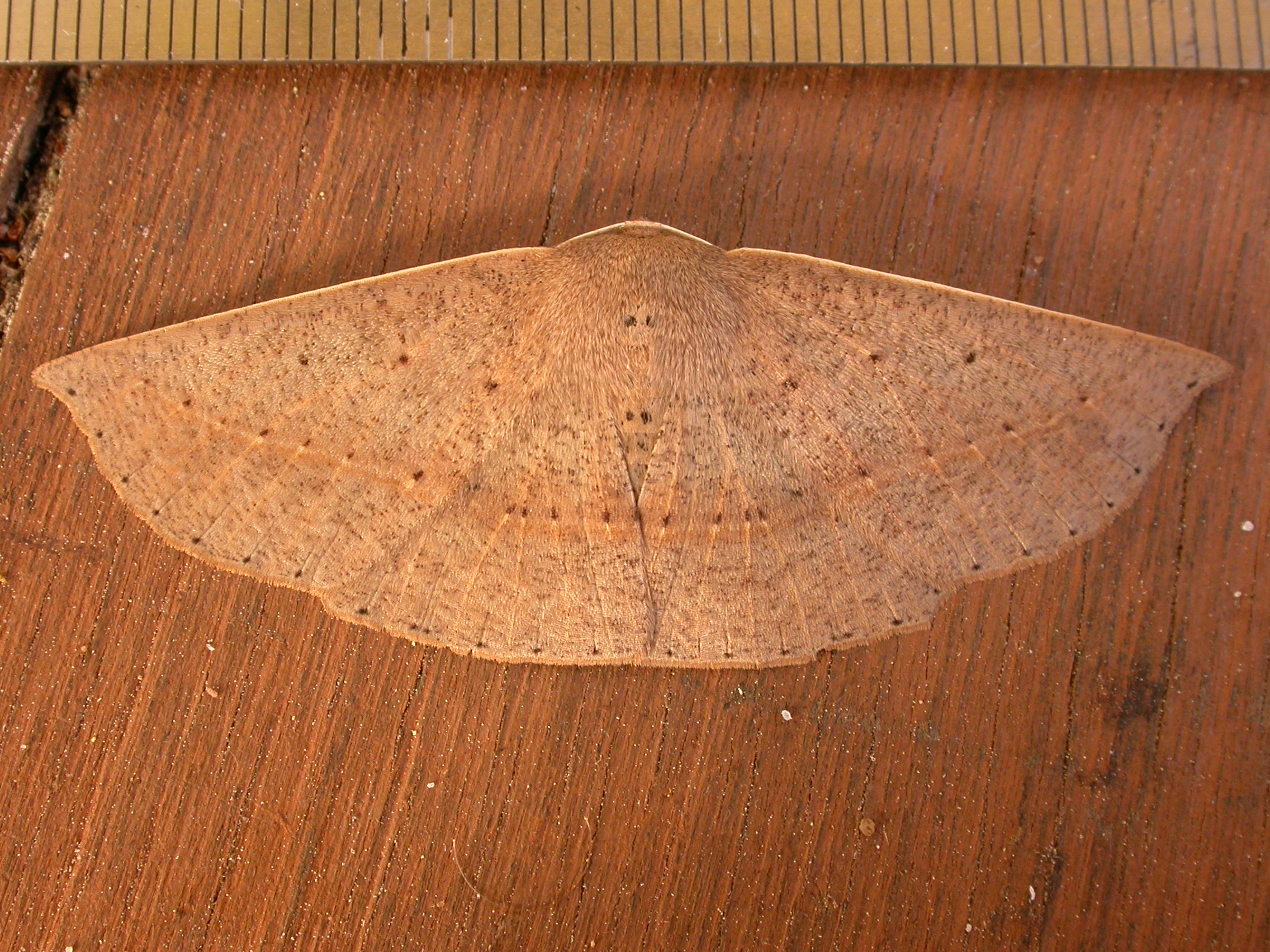
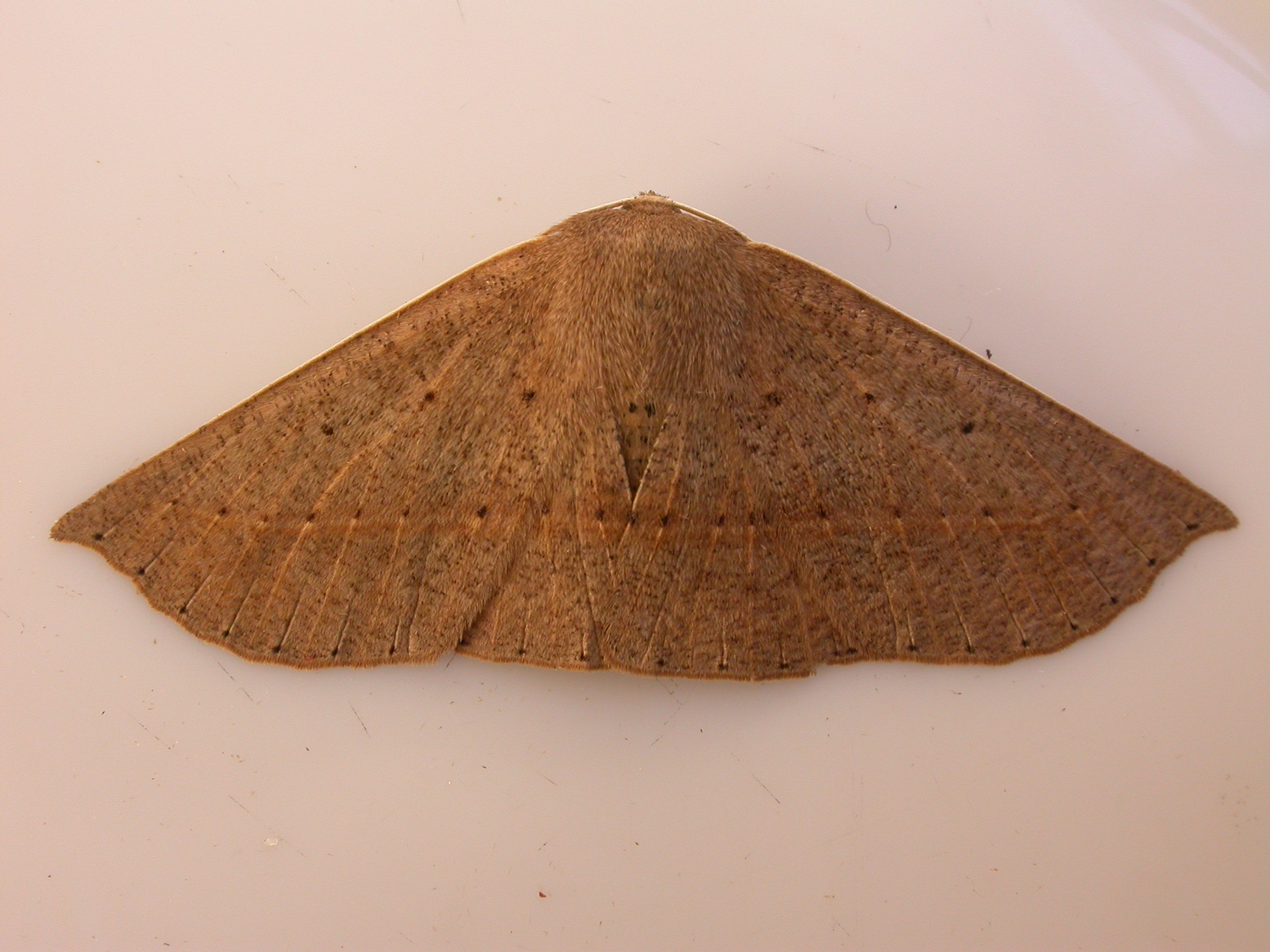
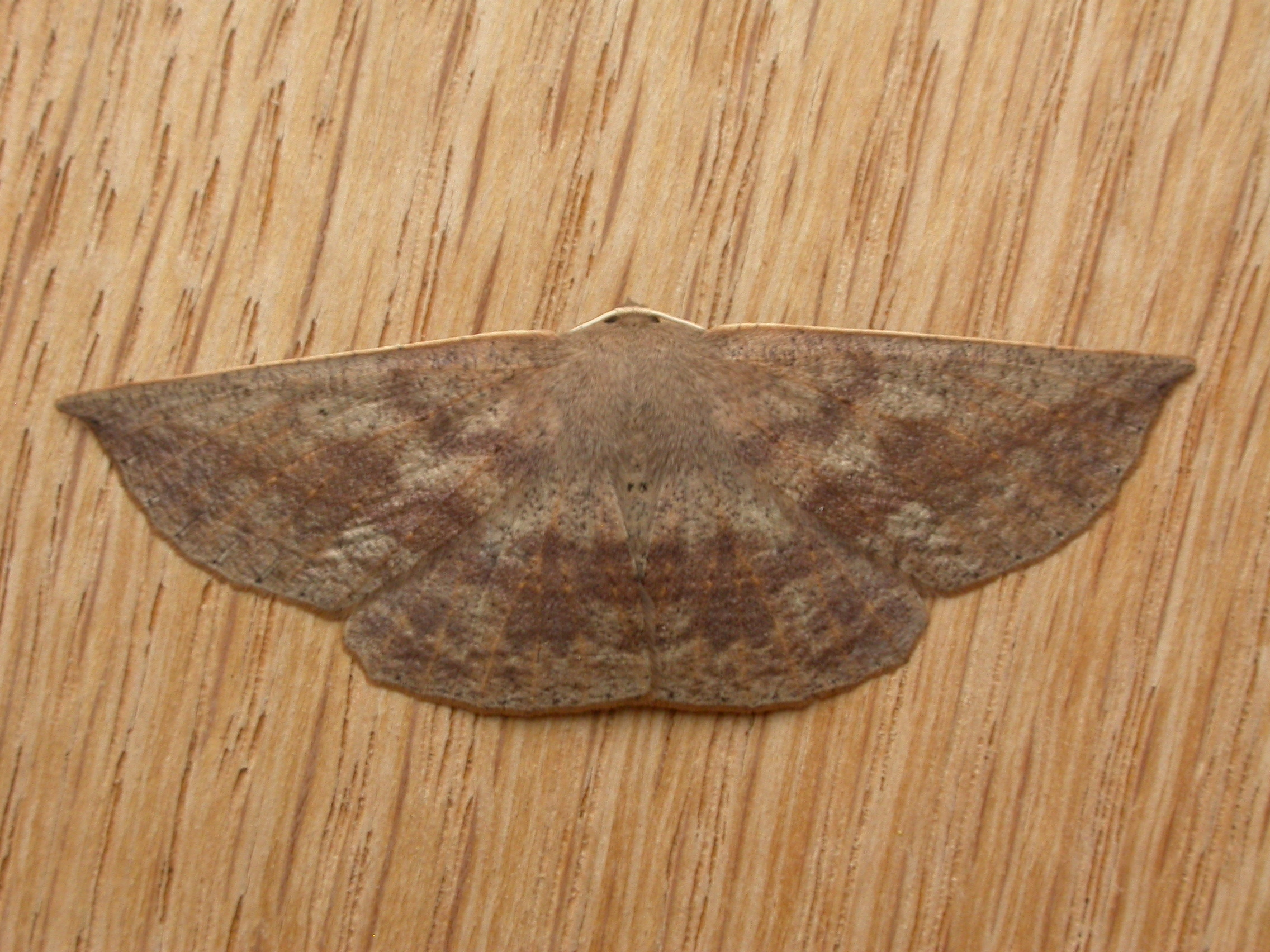
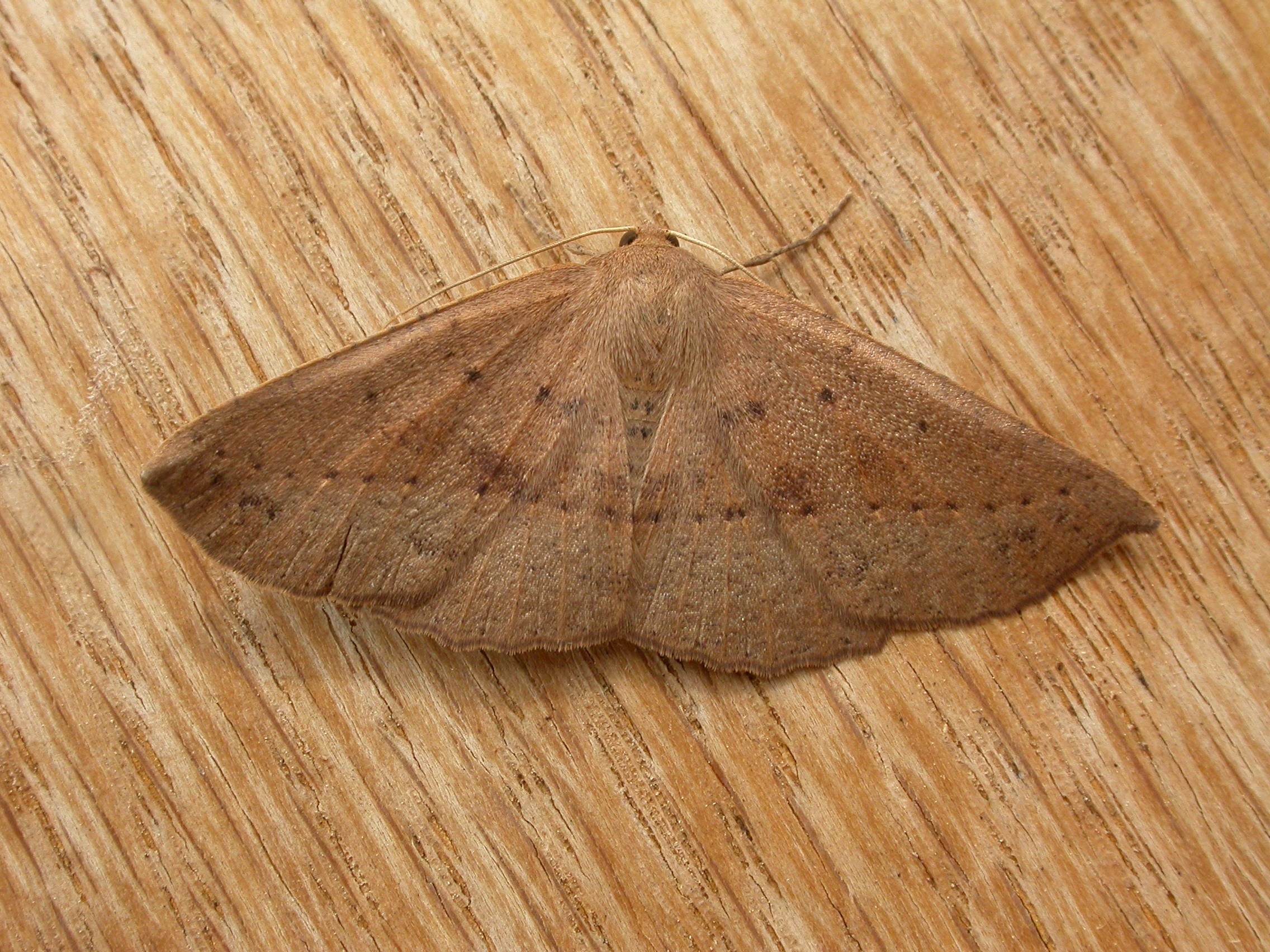
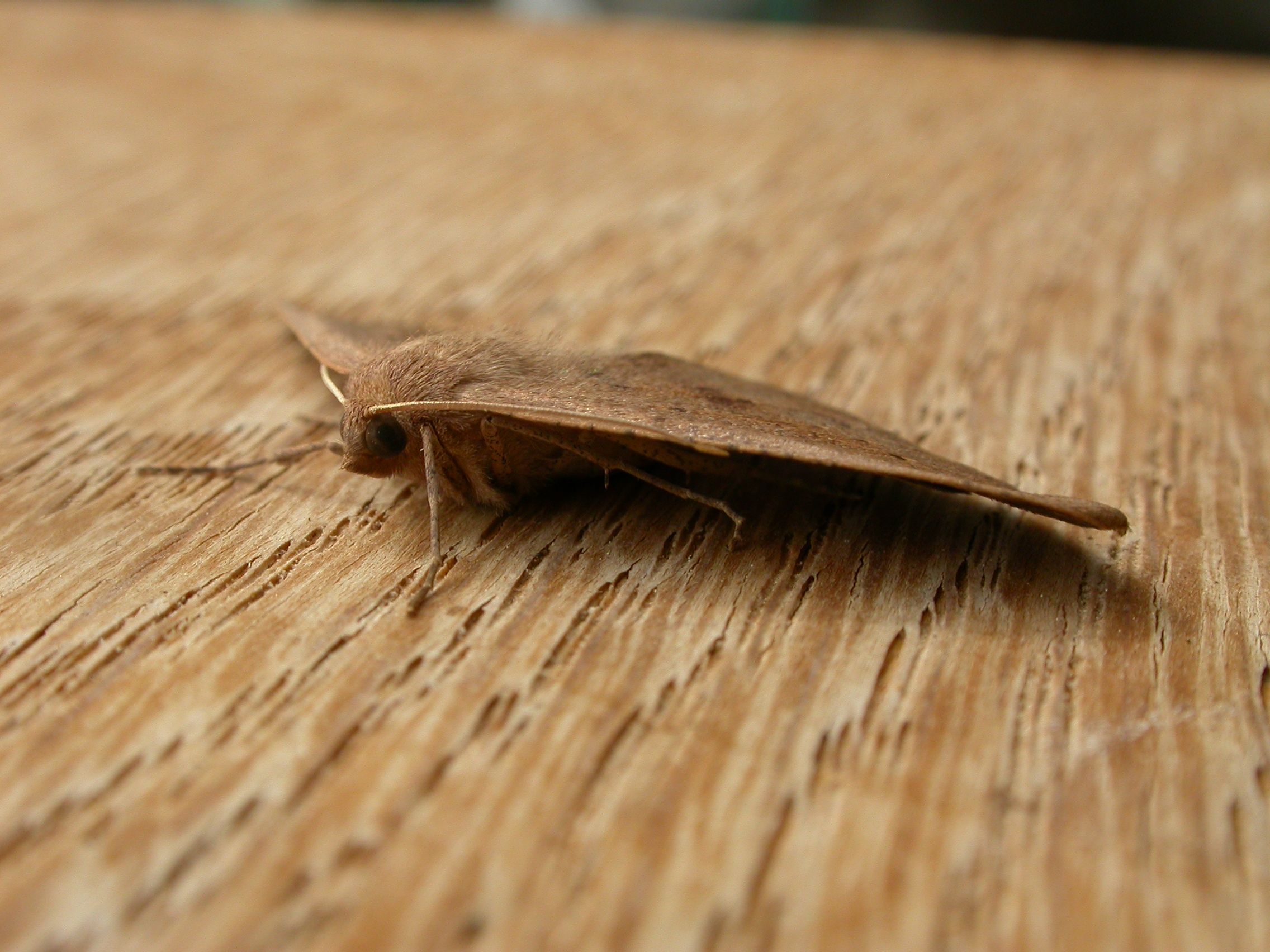

## Dottertaxa tillIdiodes, i alfabetisk ordning[1]
- Idiodes acuta
- Idiodes albilinea
- Idiodes albistriga
- Idiodes andravahana
- Idiodes andriana
- Idiodes andrivola
- Idiodes apicata
- Idiodes argillina
- Idiodes avelona
- Idiodes bathiei
- Idiodes ceramopis
- Idiodes conductaria
- Idiodes conspersa
- Idiodes fictilis
- Idiodes fletcherana
- Idiodes flexilinea
- Idiodes gerasphora
- Idiodes gracilipes
- Idiodes herbuloti
- Idiodes homophaea
- Idiodes inductaria
- Idiodes inornata
- Idiodes inspirata
- Idiodes introducta
- Idiodes ischnora
- Idiodes mitigata
- Idiodes noctuodes
- Idiodes oberthuri
- Idiodes pectinata
- Idiodes primaria
- Idiodes prionosema
- Idiodes prolucens
- Idiodes punctiger
- Idiodes radiata
- Idiodes rhacodes
- Idiodes rinata
- Idiodes robusta
- Idiodes saxaria
- Idiodes siculoides
- Idiodes simplaria
- Idiodes soprinataria
- Idiodes stictopleura
- Idiodes tenuicorpus
- Idiodes unilinea
- Idiodes zalissaria